# Мазурмович Борис Миколайович
Борис Миколайович Мазурмович (4 (17) березня 1904, Київ, Російська імперія — 29 січня 1984, Київ, УРСР) — український зоолог, історик біології, доктор біологічних наук, професор.

## Біографія
Народився в Києві в родині вчителя. Навчався в Київській гімназії. У 1921 році вступив до Інституту народної освіти, після закінчення якого в 1926 р. був рекомендований до аспірантури при кафедрі зоології безхребетних Київського національного університету ім. Т. Шевченка під керівництвом професора Михайла Воскобойникова. З 1935 р. — працював на кафедрі зоології безхребетних Київського університету. Асистент (1935–1951), доцент (1951–1973), професор (з 1973 р.) кафедри. Учень академіка Олександра Маркевича. Кандидатську дисертацію захистив у 1950 р. — «Паразитичні хробаки амфібій околиць Києва, їх взаємовідносини з носіями-господарями в зовнішньому середовищі». Докторська дисертація — «Розвиток зоології в Україні» (1969).
Він запропонував ввести польову практику для студентів біологічного факультету в Київському університеті (введена в 1936 р.). Очолював студентські експедиції на території України і в інші регіони СРСР (Біле море, Середня Азія, Далекий Схід).

## Основні напрямки наукової діяльності
Сфера наукових досліджень: зоологія безхребетних, паразитологія, історія біології. Займався вивченням паразитів амфібій різних районів України. Автор низки монографій з історії розвитку біології в Україні, підручників та навчальних посібників з зоології. Він вивчав розвиток основних зоологічних дисциплін в СРСР. Досліджував наземну, прісноводну та морську фауну, вивчав внесок українських вчених у розробку систематики тварин і в зоогеографію, роботи по функціональній морфології, палеозоології і філогенії, зоопаразітологіі та екології. Нагороджений Почесним дипломом АН СРСР за серію досліджень щодо історії зоології в Україні (1970).

## Основні праці
- Мазурмович Б. Н. Паразитические черви амфибий и их взаимоотношения с хозяевами и внешней средой. — К., 1951.
- Мазурмович Б. М., Шульга І. К. Видатні вітчизняні зоологи. — К.: Рад. шк., 1953.
- Мазурмович Б. Н., Шульга И. К. Выдающиеся отечественные зоологи. — М: Учпедгиз, 1955. — 296 с.
- Мазурмович Б. Н. О жизни и деятельности профессора Киевского университета А. А. Коротнева // Тр. Ин-та истории естествознания и техники АН СССР, 1958. — Т. 24. — С. 196–211.
- Мазурмович Б. Н. Выдающиеся отечественные зоологи. — М., 1960
- Мазурмович Б. Н. О жизни и деятельности зоолога В. К. Совинского" // Тр. Института истории естествознания и техники. Сер. биол.науки — 1961. — Т. 4, вып. 10.
- Мазурмович Б. НьПаразитические черви амфибий Советских Карпат и прилегающих районов. — Ужгород, 1965.
- Мазурмович Б. Н., Бошко Г. В. Научная, педагогическая и общественная деятельность академика АН УССР А. П. Маркевича" // Паразиты человека и животных. — 1965. — С. 5-19.
- Мазурмович Б. Н. О жизни и деятельности Д. К. Третьякова (1878–1950) // Вестник зоологии. — 1971, № 2. — С. 84-87.
- Мазурмович Б. Н. Розвиток зоології на Україні. — К., 1972. — 230 с.
- Мазурмович Б. Н. Розвиток науки в Київському університеті за сто років. — К., 1975.
- Мазурмович Б. Н. Иван Иванович Пузанов, 1885–1971. — М.: Наука, 1976. — 88 с. — (Научно-биографическая серия).
- Мазурмович Б. Н., Полянский Ю. И. Валентин Александрович Догель, 1882–1955. — М.: Наука, 1980.
- Мазурмович Б. М., Коваль В. П. Зоологія безхребетних. Навчально-польова практика. — К.: Вища школа, 1982. — 184 с.
- Мазурмович Б. Н. Александр Михайлович Никольский. — М.: Наука, 1983.